# Кеке, Кирен Адоган
Кирен Адоган Кеке (наур. Kieren Aedogan Ankwong Keke; р. 27 июля 1971, Науру) — науруанский политический и медицинский деятель, один из основателей политической партии «Наоэро Амо», являлся членом парламента Науру и занимал посты министров здравоохранения, иностранных дел, спорта и туризма.

## Биография
Кирен Кеке родился 27 июля 1971 года в Ярене на Науру. Совместно с Дэвидом Адангом, Марлен Мозес, Рональдом Кун, Шоном Оппенгеймером и Спрентом Дабвидо Кирен является одним из создателей партии «Наоэро Амо». На парламентских выборах в мае 2003 года члены партии получили 3 из 18 мест (Аданг, Кеке и Риддел Акуа). «Наоэро Амо» вступили в коалицию со сторонниками Людвига Скотти, и когда тот стал 24-й президентом Науру, Кеке получил должности министров здравоохранения и спорта и транспорта.
В 2004 году Кеке был обвинён спикером Расселом Куном в двойном гражданстве (науруанском и австралийском, что лишало его права заседать в парламенте. В апреле того же года, после акции протеста в международном аэропорту Науру в Ярене, члены «Наоэро Амо» — Кеке, Дэвид Аданг и Фабиан Рибау были обвинены в подстрекательстве к мятежу. Когда 22 июня 2004 года Скотти вновь занял президентский пост, все обвинения с них были сняты, а получил должности министра культуры и туризма, здравоохранения, перевозок.
В 2007 году Кеке совместно с Фредериком Питчером и Роландом Куном подал в отставку из правительства в связи с недовольством политикой президента и его заместителя, Дэвида Аданга. 13 ноября 2007 года Кирен Кеке возглавил оппозицию Скотти.

### Правительство Маркуса Стивена
19 декабря 2007 года Людвиг Скотти был освобождён от занимаемой должности и его место занял двоюродный брат Кирена — Маркус Стивен. Кеке получил должности министра финансов и экономического планирования, иностранных дел и торговли и помощника президента.
В 2008 году спикер парламента Науру Дэвид Аданг пытался исключить Кеке из парламента, издав на парламентской сессии 22 апреля закон, запрещающий членам парламента иметь двойное гражданство. Помимо Кирена это и Фредерика Питчера, имевших помимо гражданства Науру ещё и австралийское и которых не пригласили на заседание. 28 марта Аданг приказал Кеке и Питчеру освободить свои места в парламенте, но получил отказ, после которого обвинил правительство в государственном перевороте. 18 апреля президент Маркус Стивен объявил в стране чрезвычайное положение и распустил текущий парламент, объявив о новых парламентских выборах, на которых Кеке был переизбран и получил должность ведущего члена администрации президента. На выборах 2010 года он был переизбран снова. 10 ноября 2011 года Кирен Кеке был заменён на посту министра иностранных дел Мэтью Батзиуа.

### Правительство Спрента Дабвидо
15 ноября 2013 года Спрент Дабвидо стал 29-м президентом Науру, после отставки Стивена и снятия с должности президента Фредерика Питчера. Кирен Кеке изначально выступал против Спрента, но в мае 2012 года Дабвидо распустил весь свой кабинет министров и заменил их на членов оппозиции, тем самым Кеке был восстановлен в должностях министра иностранных дел, здравоохранения и спорта. На конференция ООН по вопросам изменения климата в 2012 году Кеке был представителем Альянса малых островных государств, где выразил своё недовольство в связи с итогом, назвав его словами без действий.
7 февраля 2013 года Кеке без публичных объяснений подал в отставку, отказавшись от всех занимаемых им должностей и министерских портфелей. На парламентских выборах 2013 года Кеке был переизбран от избирательного округа Ярен.